# Mossia
Genre
Classification phylogénétique
Mossia N.E.Br. est un genre de plante de la famille des Aizoaceae.
Mossia N.E.Br., in Gard. Chron., ser. 3, 87: 71 (1930), in clave
Type : Mossia intervallaris (L.Bolus) N.E.Br. (Ruschia intervallaris L.Bolus)

## Liste des espèces
- Mossia intervallaris (L.Bolus) N.E.Br.
- Mossia verdoorniae N.E.Br.